# La Mère confidente
La Mère confidente est une comédie en trois actes et en prose de Marivaux créée pour la première fois le 9 mai 1735 par les Comédiens italiens à l’Hôtel de Bourgogne.
La Mère confidente met le spectateur face au cœur sincèrement ému d’une charmante jeune fille, passionnée pour la vertu et débordante d’amour, qui s’avance dans le vide sans savoir où se prendre. Il ne s’agit pas des manèges habituels de la coquetterie, car la mère d’Angélique, à l’opposé de celle de l'École des mères, laisse, au lieu de la tyranniser, pleine liberté à sa fille dont elle ne veut être que l’amie, la confidente. Cette comédie est généralement d’un ton sérieux, comme l’École des mères. Deux personnages l’égayent cependant : une soubrette qui favorise le jeune couple, et un valet qui se fait payer par les amoureux pour espionner la mère, et par la mère pour espionner les amoureux. Mais le rôle important et vraiment sympathique, c’est celui d’Angélique, dont l’émotion est vraie et qui est étudié avec amour. « C’est une pièce à part dans le théâtre de Marivaux », a écrit Sainte-Beuve.

## Personnages
- Madame Argante.
- Angélique, sa fille.
- Dorante, amant d’Angélique.
- Ergaste, oncle de Dorante.
- Lubin, paysan au service de madame Argante.
- Lisette, suivante d’Angélique.

## L’intrigue
La Mère confidente met en scène deux amoureux. Madame Argante présente le plus âgé à sa fille Angélique. Voyant que cet amoureux lui déplaît, elle interroge sa fille qui lui avoue qu’elle a souvent rencontré un jeune homme lisant dans le parc voisin, qu’ils ont fait connaissance et qu’il l’aime, mais qu’il ne la demande pas en mariage parce qu’il est sans fortune, celle-ci dépendant d’un oncle qui n’a que trente-cinq ans. La mère lui explique que cet amour est sans issue, Angélique en convient, mais elle ne peut se l’arracher du cœur. Sa mère lui demande de l’informer de tout ce qui se passera entre elle et son amant. Angélique pleure et promet. Restée seule, elle se décide à rompre. Lorsqu’on lui apporte une lettre de Dorante, elle la renvoie sans la lire. Lorsqu’il vient lui-même, elle refuse de l’entendre mais, craignant d’avoir été trop dure avec lui, elle le rappelle. — Aurais-je le bonheur de n’être pas haï ? lui demande-t-il. — J’ai bien peur que ce ne soit le contraire. — Mais que faire ? Il insinue qu’elle pourrait s’échapper, se laisser enlever. Elle pleure d’humiliation : Je n’ai que ce que je mérite ; c’est moi qui vous ai fait parler. Il cherche à l’apaiser. Il ne lui a pas demandé de fuir avec lui seul. Il a déterminé une dame respectable de ses parentes à venir avec lui. D’après ce qu’il lui en a dit, elle aime déjà Angélique comme sa fille. — Non, non, éloignez-vous : je ne vous aime plus. Dorante est obligé de se retirer. Mais Angélique n’est pas aussi brave qu’elle cherche à se le persuader. Sa mère l’interroge. — J’ai fait ce qu’il fallait faire, dit-elle. C’est fini. — Tout à fait  ? — Elle fond en larmes. Elle regrette son amour, elle regrette sa sévérité. Quand Dorante lui a parlé d’un enlèvement, elle s’est fâchée contre lui, elle a eu tort. Il l’aime tant qu’on peut lui pardonner un excès de folie, né d’un excès d’amour. Un moment même, elle regrette d’avoir tout dit à sa mère. Celle-ci sent bien que le cœur de sa fille est touché. Elle a recours à un dernier moyen. — Dorante me connaît-il ? demande-t-elle à Angélique. — Non. — Eh bien  ! je lui parlerai comme si j’étais une parente, une tante pour toi. Dorante a fait, à tout hasard, approcher une chaise de poste dans le bois voisin. Il rencontre Angélique, il la supplie de partir avec lui et la dame dont il lui a parlé. Elle lui échappe en l’engageant à causer avec une sienne parente qui désire l’entretenir. Cette parente n’est autre que sa mère. Elle représente à Dorante ce que son projet a de déplacé, d’insensé. Il en convient, mais il est fou d’amour et ne peut vivre sans Angélique. Il plaide si bien, que son émotion gagne madame Argante elle-même. Angélique pleure aussi. À ce moment, le riche fiancé d’Angélique, l’oncle de Dorante, celui dont dépend sa fortune, survient. Il se laisse toucher à son tour, renonce à la main d’Angélique et assure sa fortune à son neveu en faveur de son mariage avec elle.

## Source
- Jean Fleury, Marivaux et le marivaudage, Paris, Plon, 1881, p. 112-4